# ت ع م-04:00

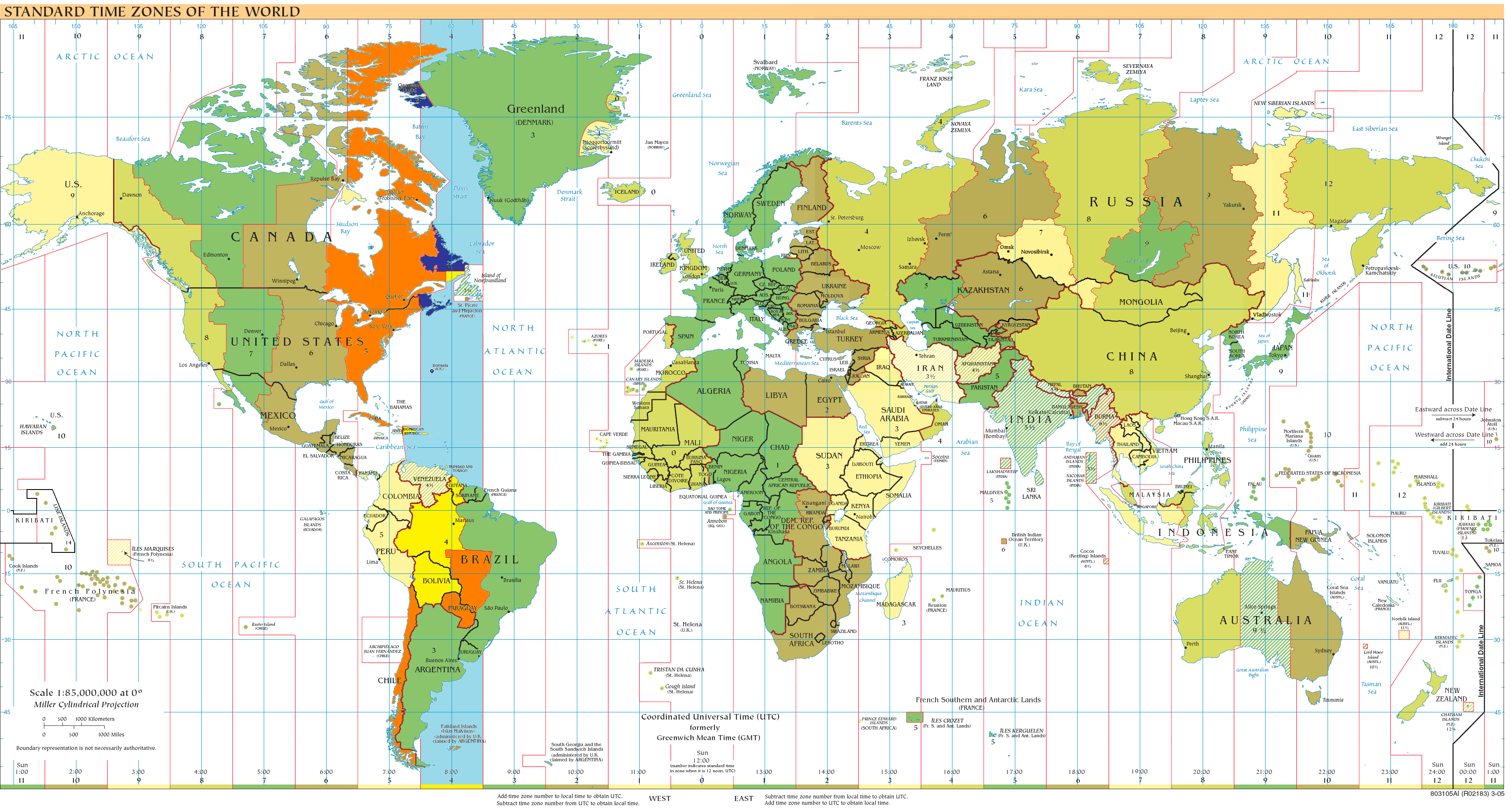

التوقيت العالمي المنسق -04:00 أو ت ع م-04:00 {بالإنجليزية:UTC-04:00} هو مقابلة الوقت المحلي للتوقيت العالمي المنسق، حيث يقل فيه التوقيت المحلي عن التوقيت العالمي بمقدار 4 ساعة (-4).